# Dharmakirti
Dharmakirti (7 wiek) (Dharmakīrti, sans. धर्मकीर्ति; chiń. Facheng (法稱); kor. Pǒpch'ing; jap. Hōshō; wiet. Pháp Xứng; tyb. ཆོས་གྲགས་ chos grags) – buddyjski filozof, którego nauki uważane są za podstawę filozofii buddyjskiej.

## Życiorys
Pochodził z południa Indii z rodziny braminskiej i nawrócił się na buddyzm, zostając mnichem. Studiował u Dharmapali (skt. Dharmapāla) w słynnym klasztorze-uniwersytecie Nalandzie (skt. Nālanda). Wiele podróżował po Indiach nauczając buddyzmu.
Był wybitnym logikiem. Napisał siedem traktatów logicznych, które zachowały aktualność do dziś. Jego filozofia przypomina trochę teorię poznania Kanta, zwłaszcza Nyāyabindu (Kropla logiki).
Jego główne dzieła to Pramānavārttika (Wyjaśnianie kryteriów prawdziwości) oraz Pramānavişcaya (Rozwiązanie dotyczące [problemów] prawdziwości). Traktują one o podstawowych problemach natury wiedzy, jej różnorodnych formach i jej relacji z zewnętrznym światem.
Przez pewien czas był także rektorem Nalandy.
Jest zaliczany do tzw. sześciu ozdób buddyzmu mahajany.

## Prace
| SANSKRYT                       | CHIŃSKI                         | TYBETAŃSKI                         | WIETNAMSKI                 | POLSKI                                                  |
| ------------------------------ | ------------------------------- | ---------------------------------- | -------------------------- | ------------------------------------------------------- |
| Saṃbandhaparikṣāvrtti          | Guanxangshu lun 觀相屬論        | འབྲེལ་པ་བརྟག་པ་                       | Quan tướng thuộc luận      | Analiza relacji                                         |
| Pramāṇaviniścaya               | Liangjueding lun 量決定論       | ཚད་མ་རྣམ་པར་ངེས་པ་                   | Lượng quyết định luận      | Potwierdzenie prawidłowego poznania                     |
| Pramāṇavarttikakārikā          | Liangshi lun 量釋論             | ཚད་མ་རྣམ་འགྲེལ་ཚིག་ལེའུར་བྱས་པ་           | Lượng thích luận           | Komentarz do Dignagi "Kompendium prawidłowego poznania" |
| Nyāyabinduprakaraṇa            | Zhengli yidi lun 正理一滴論     | རིགས་པའི་ཐིགས་པ་ཞེས་བྱ་བའི་རབ་ཏུ་བྱེད་པ་    | Chính lí nhất đích luận    | Kropla rozumowania                                      |
| Hetubindunāmaprakaraṇa>        | Yinlun yidi lun 因論一滴論      | གཏན་ཚིགས་ཀྱི་ཐིགས་པ་ཞེས་བྱ་བའི་རབ་ཏུ་བྱེད་པ་ | Nhân luận nhất đích luận   | Kropla przyczyn                                         |
| Saṃtānātarasiddhināmaprakaraṇa | Chengta xiangshu lun 成他相屬論 | རྒྱུད་གཞན་གྲུབ་པ་ཞེས་བྱ་བའི་རབ་ཏུ་བྱེད་པ་'    | Thành tha tướng thuộc luận | Dowód kontynuacji innych                                |
| Vādanyāyanāmaprakaraṇa         | Lunyi zhengli lun 論議正理論    | རྩོད་པའི་རིགས་པ་ཞེས་བྱ་བའི་རབ་ཏུ་བྱེད་པ་     | Luận nghị chính lí luận    | Rozumowanie w debatach                                  |